# یاسین کبیریان‌جو
یاسین کبیریان‌جو (زاده ۱۱ تیر ۱۳۷۳) بازیکن هندبال و عضو تیم ملی هندبال اهل ایران است. وی هم‌اکنون در تیم باشگاهی سپاهان اصفهان بازی می‌کند.
وی سابقه بازی در تیم‌های باشگاهی شهرداری تبریز، منیزیوم فردوس، فرازبام خائیز دهدشت، شهید شاملی کازرون، و فولاد مبارکه سپاهان را در کارنامه دارد.

## افتخارات
کبیریان‌جو در سال ۱۳۹۴ با تیم منیزیوم فردوس به قهرمانی لیگ برتر دست یافت. در سال ۱۳۹۶ با تیم سپاهان اصفهان به عنوان سومی رسید، و در سال ۱۳۹۷ قهرمان لیگ برتر شد. در سال ۱۳۹۸ با تیم شهید شاملی کازرون نائب قهرمان لیگ برتر شد، و در سال ۱۳۹۹ قهرمان لیگ برتر شد. وی در سال‌های۱۴۰۰ و ۱۴۰۱ با تیم سپاهان اصفهان فاتح لیگ برتر شد.

## مسابقات
- مسابقات قهرمانی نوجوانان آسیا بحرین در سال ۱۳۹۱[۱۰]
- مسابقات قهرمانی جوانان آسیا ایران در سال ۱۳۹۳[۱۱]
- مسابقات جام ملت‌های آسیا عربستان در سال ۱۴۰۰[۱۲]
- مسابقات جام جهانی لهستان در سال ۱۴۰۱[۱۳]
- مسابقات بازی‌های آسیایی هانگژو چین در سال ۱۴۰۲[۱۴][۱۵]
- مسابقات جام باشگاه‌های آسیا اصفهان در سال ۱۴۰۲
- مسابقات جام ملت‌های آسیا بحرین در سال ۱۴۰۲[۱۶][۱۷]
- تورنمنت بین‌المللی روسیه در سال ۱۴۰۲[۱۸]